# Mỹ Tân, Ngọc Lặc
Mỹ Tân là một xã thuộc huyện Ngọc Lặc, tỉnh Thanh Hóa, Việt Nam.
Xã có diện tích 24,7 km², dân số năm 1999 là 4905 người, mật độ dân số đạt 199 người/km².